# František Spitzer
František Spitzer (1898 – 9. února 1945) byl český dramatik, režisér, autor rozhlasových her a překladatel.
Narodil se v roce 1898 na jihu Slovenska a zemřel 9. února 1945 v koncentračním táboře Mauthausen v Rakousku.
Zachovalo se několik jeho vlastních her a několik úprav pro rozhlas.

## Dílo
- Broskvový květ (staročínský příběh neznámého autora)
- Tovaryš Martin
- Sklárna

## Úpravy
- Josef Kajetán Tyl: Tvrdohlavá žena
- Guy de Maupassant: Tlustý anděl z Rouenu